# 小行星3421
小行星3421 (1975 WK1)(杨振宁星)是由中国紫金山天文台于1975年11月26日在南京发现的一个主带小行星。
1997年5月25日，紫金山天文台将其发现的一颗国际编号为3421号的小行星命名为“杨振宁星”，以表扬物理学家杨振宁在科学上的贡献。